# Steffen Jacobsen (krimiforfatter)
 For alternative betydninger, se Steffen Jacobsen. (Se også artikler, som begynder med Steffen Jacobsen)
Steffen Jacobsen (født 27. november 1956) er overlæge, dr.med., debattør og dansk forfatter. 
Jacobsen debuterede som kriminalforfatter i foråret 2008 med kriminalromanen Passageren.
Inden udgivelsen i Danmark var Passageren allerede solgt til Piratforlaget, Aschehoug og Feltrinelli, forlag i henholdsvis Sverige, Norge og Italien.
Steffen Jacobsen gjorde sig i efteråret 2015 for første gang offentlig bemærket, da han fremlagde en heftig kritik af Roskilde Universitet. Jacobsen hævdede gennem to kronikker bl.a. at kandidater fra Roskilde Universitet kun kommer i beskæftigelse, "fordi offentlige myndigheder skal antage en vis mængde under løntilskudsordningerne". 